# João Scortecci
João Scortecci  (Fortaleza, 1956) é escritor, editor, gráfico e livreiro. Diretor Presidente do Grupo Editorial Scortecci. Foi Conselheiro de Humanidades, da Comissão Nacional de Incentivo à Cultura (CNIC), Lei Rouanet, do Ministério da Cultura, de 1997 até 2006. Foi diretor da União Brasileira de Escritores, em três gestões, da ANL – Associação Nacional de Livrarias e Diretor Adjunto e Vice-Presidente da Câmara Brasileira do Livro, em três gestões. É Presidente da ABIGRAF - Associação Brasileira da Indústria Gráfica, Regional São Paulo, membro do Conselho Eleito da CBL - Câmara Brasileira do Livro, membro do Conselho Técnico-Editorial do SNEL - Sindicato Nacional dos Editores de Livros, coautor do livro Guia do Profissional do Livro - Informações importantes para quem quer escrever e publicar um livro, obra na 17ª Edição e blogueiro na Internet nos endereços: Blitz Literária, Amigos do Livro, Livros & Autores e coordenador do Projeto Livros para Todos - Formação de bibliotecas públicas e comunitárias.

## Biografia
João Scortecci nasceu em Fortaleza, Ceará, no dia 2 de agosto de 1956. Mudou para São Paulo em 1972 onde reside até hoje. Fez sua estreia literária na Revista Poetação (FAU-USP) em 1973, com a poesia Mulher de Rua.

## Livros publicados
- Relógio de Sol - coautoria
- Papel Arroz - coautoria
- Memória Interior
- A Morte e o Corpo
- Água e Sal - Fragmentos de Tempo Algum
- O Eu de Mim - Poema Ecológico
- Na Linha do Cerol - Reminiscências Poéticas - versões 1, 2 e 3.
- Quase Tudo - Antologia Poética I
- Guia do Profissional do Livro
- A Maçã que Guardo na Boca
- Dos Cheiros de Tudo • Memórias do Olfato
- Menino Tipográfico e outras histórias - volumes 1, 2, 3, 4 e 5.

## Premiações
- Sesquicentenário da Independência do Brasil (1972), Melhor Frase e Prêmio Itajaí de Poesia (1982), com o livro “O Eu de Mim”.
- Jabuti, APCA, Fundação Biblioteca Nacional e Academia Brasileira de Letras.